# Periodic (publicație)
Periodic  sau publicație periodică  se numește o publicație care apare la intervale regulate, la date fixe.
Un periodic se caracterizează prin frecvența apariției sale: 
- ziar, cotidian sau jurnal care apare zilnic.[2]
- bisăptămânal[3] care apare de două ori pe săptămână.
- săptămânal sau hebdomadar[4] care apare o dată pe săptămână.
- bilunar sau bimensual[5], care apare de două ori pe lună
- lunar sau mensual[6] care apare o dată pe lună.
- bimestrial [7], apare din două în două luni.
- trimestrial[8]care apare în fiecare trimestru; din trei în trei luni
- bianual[9] care apare de două ori pe an.
- anual[10] care apare o dată pe an. (anuarele, almanahurile)
- bienal[11] care apare o dată la doi ani.

Conform regulilor Biroului Român de Audit Transmedia, pentru a se încadra în aceste categorii, publicațiile trebuie să îndeplinească următoarele condiții:
- Publicație cotidiană – publicație care este publicată în mod regulat cel puțin patru zile pe săptămână.
- Publicație săptămânală – publicație care are cel mult trei ediții publicate în fiecare săptămână în mod regulat și are cel puțin un număr de 50 de apariții pe an.
- Publicație bilunară – publicație care are două ediții publicate în fiecare lună în mod regulat și are cel puțin un număr de 22 apariții pe an.
- Publicație lunară – publicație care are o ediție publicată în fiecare lună în mod regulat și are cel puțin un număr de 10 apariții pe an.

Orice publicație care prin regimul de publicare nu poate fi încadrată într-una din categoriile cu apariție regulată este considerată publicație cu apariție neregulată.